# Miloš Milošević (plivač)
Miloš Milošević (Split, 10. svibnja 1972.) bivši profesonalni hrvatski plivač, sadašnji trener. Bio je svjetski rekorder u malim bazenima u disciplini 50 leptir, te višestruki europski i jednom svjetski prvak.
Plivačku karijeru započeo je kao 14-godišnjak 1980. godine u splitskom Mornaru. Kao junior osvojio je ukupno osam zlatnih medalja. Kasnije se natjecao za Primorje iz Rijeke. Trenutačno je trener u Plivačkom klubu Primorje.  
Nastupajući za Hrvatsku osvojio je više medalja u europskim i svjetskim prvenstvima u plivanju. 
- 1992. - Europsko prvenstvo u kratkim bazenima, Epso, Finska 50 m delfin, 3. mjesto
- 1993. - Svjetsko prvenstvo u kratkim bazenima, Palma, Španjolska 100 m delfin, 1. mjesto
- 1993. - Europsko prvenstvo u kartkim bazenima, Shefield, Engleska 100 m delfin, 3. mjesto
- 1998. - Europsko prvenstvo, Shefield, Engleska 50 m delfin, 1. mjesto
- 1999. - Europsko prvenstvo, Istanbul, Turska 50 m delfin, 2. mjesto
- 1999. - Europsko prvenstvo u kartkim bazenima, Lisabon, Portugal 50 m delfin, 1. mjesto
- 2002. - Europsko prvenstvo u kartkim bazenima, Riesa, Njemačka 50 m delfin, 2. mjesto

1994. godine dobitnik je Državne nagrade za šport "Franjo Bučar".

U povijesti hrvatskog plivanja ostat će zapamćen i nesretna odluka kada mu je Antun Vrdoljak kao predsjednik Hrvatskog olimpijskog odbora uskratio priliku nastupa za Hrvatsku na prvim Olimpijskim igrama 1992. u Barceloni, iako je imao priliku za osvojiti odličje.

## Vanjske poveznice
- Miloš Milošević na stranicama PK Mornar  Arhivirana inačica izvorne stranice od 15. srpnja 2007. (Wayback Machine)
- Intervju za SKD Prosvjeta  Arhivirana inačica izvorne stranice od 22. srpnja 2011. (Wayback Machine)
- sports-reference  Arhivirana inačica izvorne stranice od 19. svibnja 2011. (Wayback Machine)